# DREADD
DREADD（designer receptor exclusively activated by designer drugs）またはRASSL（receptor activated solely by a synthetic ligand）は、ケモジェネティクス分野で用いられる人為的に改変されたタンパク質受容体を指す。これらの受容体は特定のリガンドによって選択的に活性化され、生物医学研究、特に神経科学において神経活動を操作するために利用される。
DREADDとRASSLは改変のために用いられたアプローチが異なるという差異があったものの、現在では改変された受容体-リガンド系を指す語として区別なく用いられることが多い。一般的にこれらの系では、特定の合成リガンド（クロザピンN-オキシド（CNO）など）にのみ応答し、内因性リガンドには応答しないよう改変されたGタンパク質共役受容体（GPCR）が利用される。ムスカリン受容体やκ-オピオイド受容体に由来する、いくつかの種類の受容体が存在する。

## 種類
最初に開発されたDREADDは、Gq共役型のヒトムスカリン性アセチルコリン受容体M3（hM3）をベースとしたものである。hM3にわずかに2か所だけの点変異を導入するだけで、CNOに対してnMの効力を有し、かつアセチルコリンに対して非感受性で構成的活性が低い変異型受容体が得られ、このDREADD受容体はhM3Dqと命名された。hM1、hM5にも変異導入が行われ、それぞれhM1Dq、hM5Dqと呼ばれるDREADDが作出されている。
もっとも広く用いられている抑制性のDREADDはhM4Diであり、これはGiタンパク質と共役するhM4に由来するものである。他のGi共役型ムスカリン受容体であるhM2も変異導入によって、hM2Diと呼ばれるDREADD受容体が得られている。他の抑制性Gi-DREADDとしてはκ-オピオイド受容体をベースとしたもの（KORD）があり、サルビノリンB（SalB）によって選択的に活性化される。
Gs共役型のDREADDも開発されている。これらの受容体はGsDとして知られており、ラットM3由来のDREADDの細胞内領域がシチメンチョウ赤血球由来βアドレナリン受容体のもので置き換えられたキメラ受容体である。

## リガンド
DREADDの活性化に利用可能な市販のリガンドの種類は増え続けている。
CNOはDREADDの活性化因子のプロトタイプである。CNOは興奮性のGq共役型のhM3Dq、hM1Dq、hM5Dqや抑制性のGi共役型のhM4Di、hM2Diを活性化する。CNOはGs共役型DREADD（GsD）やβ-アレスチン選択性のDREADDであるrM3Darr（Rq(R165L)）も活性化する。
近年の研究では、全身投与されたCNOはin vivoでは血液脳関門を容易には通過せず、クロザピンに変換されてDREADDが活性化されていることが示唆されている。クロザピンはDREADDに対する高い親和性と効力を有することが示されている非定型抗精神病薬であり、クロザピン自体の閾値下の用量の投与もDREADDを介した選択的挙動を誘導するために利用することができる。こうした性質のため、CNOを用いる際には注意深い実験デザインと適切なコントロールが必須である。 
DREADD agonist 21（Compound 21）は、ムスカリン受容体ベースのDREADDに対するCNOの代替となるアゴニストである。Compound 21は優れたバイオアベイラビリティ、薬物動態特性、脳透過性を有し、クロザピンへの逆代謝が起こらないことが報告されている。他のアゴニストとしては、日本で不眠症の治療薬として承認されているペルラピンがある。ペルラピンはGq、Gi、Gs共役型DREADDの活性化因子として作用し、CNOと構造的類似性を有する。hM3DqやhM4Diに対するより新しいアゴニストとしてはデスクロロクロザピン（deschloroclozapine、DCZ）がある。また、より水溶性の高い（ただし溶液中の安定性はそれぞれ異なる）二塩酸塩の形のリガンドも市販されている。 
KORDに対しては、SalBが強力かつ選択的な活性化因子となる。 

## 機構

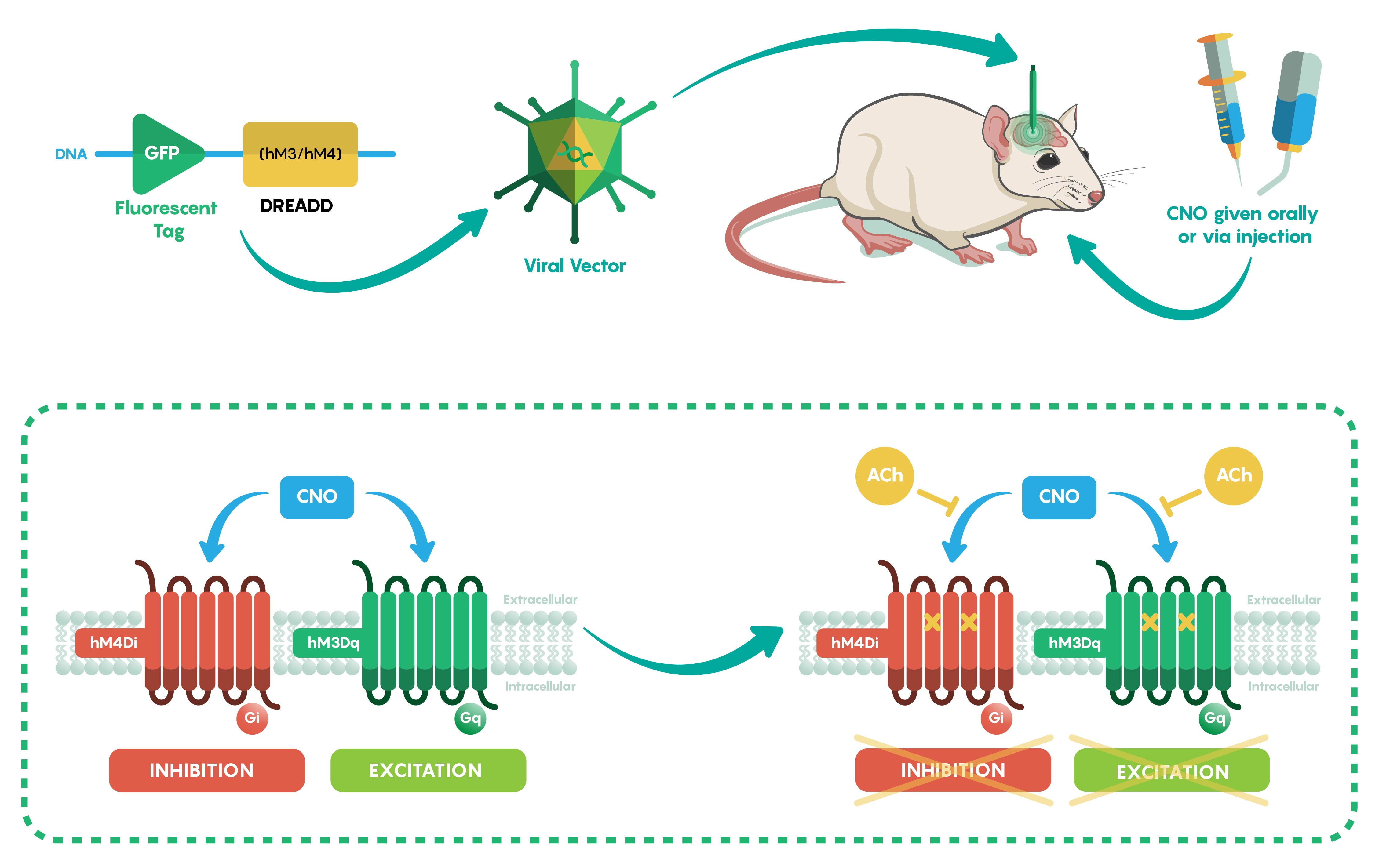
ウイルスベクターを用いたDREADDの導入と、CNOの投与による活性化の模式図

DREADDは、in vivoでGPCRシグナル伝達の正確な時空間的制御を可能にするために設計された改変型GPCRからなるファミリーである。こうした改変型GPCRは内因性リガンドには応答しないが、薬理学的に不活性なnM濃度の薬剤様低分子によって活性化される。現在では、Gs、Gi、Gq、Golf、β-アレスチンを介して活性化される経路など、いくつかのGPCRシグナル伝達経路を研究するためのDREADDが存在している。
一例としてhM4Diの場合、その阻害効果はCNO刺激によって最終的に引き起こされるGIRKチャネルの活性化によるものである。その結果、標的神経細胞の過分極が引き起こされ、その後の神経活動が減弱する。

## 利用
このケモジェネティクス技術は、in vitro、in vivoの双方において細胞、特に神経細胞のような興奮性の細胞を特定のリガンドの投与によって遠隔的に操作するために用いられる。この分野で利用される同様の技術としてはサーモジェネティクス（thermogenetics）やオプトジェネティクスがあり、それぞれ熱、光を用いて神経細胞を制御する技術である。
ウイルスを用いたDREADDタンパク質の発現は、神経細胞の機能を亢進するタイプものも阻害するタイプものも、マウスの行動（匂いの識別など）を双方向的に制御するために利用されている。DREADDの有するこうした神経活動調節能力は、薬物刺激や薬物依存と関連した神経経路や行動を評価するためのツールとして使用されている。

## 歴史
合成化合物によってのみ活性化されるGPCRはStraderらによって最初に設計され、そこから徐々にこの分野の研究は活発になっていった。2005年にはMuellerらによって、行動遺伝学においてDREADD/RASSL系を利用するシンプルな例が示された。彼らはマウスの舌の甘味細胞でDREADD/RASSL受容体を発現することで合成リガンドの経口摂取に対する強い嗜好性が生じ、また一方で苦味細胞でDREADD/RASSL受容体を発現した際には同じ化合物に対して劇的な忌避が引き起こされることを示した。2007年には hM4Di-DREADDによる神経抑制の研究が行われ、2014年になってその効果が確認された。

## 関連文献
- “Engineering GPCR signaling pathways with RASSLs”. Nature Methods 5 (8):  673–8. (August 2008). doi:10.1038/nmeth.1232. PMC 2703467. PMID 18668035.